# Virginia Slims of Washington
Virginia Slims of Washington – nierozgrywany kobiecy turniej tenisowy Kategorii II zaliczany do cyklu WTA Tour. Rozgrywany w Waszyngtonie od 1972 roku na kortach w hali, poza ostatnią edycją w 1991 roku.
Najbardziej utytułowaną tenisistką w tym turnieju była Martina Navrátilová, która triumfowała dziewięciokrotnie w grze pojedynczej i siedmiokrotnie w grze podwójnej. Wszystkie siedem wygranych w deblu połączyła z singlowymi zwycięstwami.
W 2011 roku tenis kobiecy powrócił do stolicy Stanów Zjednoczonych, kiedy to do rozgrywanego turnieju męskiego dołączono żeński – Citi Open.

## Mecze finałowe

### Gra pojedyncza kobiet
| Rok  | Mistrzyni                  | Finalistka                 | Wynik                      |
| 1991 | Arantxa Sánchez Vicario    | Katerina Maleewa           | 6:2, 7:5                   |
| 1990 | Martina Navrátilová        | Zina Garrison-Jackson      | 6:1, 6:0                   |
| 1989 | Steffi Graf                | Zina Garrison-Jackson      | 6:1, 7:5                   |
| 1988 | Martina Navrátilová        | Pam Shriver                | 6:0, 6:2                   |
| 1987 | Hana Mandlíková            | Barbara Potter             | 6:4, 6:2                   |
| 1986 | Martina Navrátilová        | Pam Shriver                | 6:1, 6:4                   |
| 1985 | Martina Navrátilová        | Manuela Maleewa            | 6:3, 6:2                   |
| 1984 | Hana Mandlíková            | Zina Garrison              | 6:1, 6:1                   |
| 1983 | Martina Navrátilová        | Sylvia Hanika              | 6:1, 6:1                   |
| 1982 | Martina Navrátilová        | Anne Smith                 | 6:2, 6:3                   |
| 1981 | Turniej nie był rozgrywany | Turniej nie był rozgrywany | Turniej nie był rozgrywany |
| 1980 | Turniej nie był rozgrywany | Turniej nie był rozgrywany | Turniej nie był rozgrywany |
| 1979 | Tracy Austin               | Martina Navrátilová        | 6:2, 6:2                   |
| 1978 | Martina Navrátilová        | Betty Stöve                | 7:5, 6:4                   |
| 1977 | Martina Navrátilová        | Chris Evert                | 6:2, 6:3                   |
| 1976 | Chris Evert                | Virginia Wade              | 6:2, 6:1                   |
| 1975 | Martina Navrátilová        | Kerry Melville             | 6:3, 6:1                   |
| 1974 | Billie Jean King           | Kerry Melville             | 6:0, 6:2                   |
| 1973 | Margaret Smith Court       | Kerry Melville             | 6:1, 6:2                   |
| 1972 | Nancy Richey               | Chris Evert                | 7:6(1), 6:2                |

### Gra podwójna kobiet
| Rok  | Mistrzynie                                | Finalistki                                | Wynik                      |
| 1991 | Jana Novotná Łarysa Sawczenko-Neiland     | Gigi Fernández Natalla Zwierawa           | 5:7, 6:1, 7:6(10)          |
| 1990 | Zina Garrison-Jackson Martina Navrátilová | Ann Henricksson Dinky Van Rensburg        | 6:0, 6:3                   |
| 1989 | Betsy Nagelsen Pam Shriver                | Natalla Zwierawa Łarysa Sawczenko-Neiland | 6:2, 6:3                   |
| 1988 | Martina Navrátilová Pam Shriver           | Gabriela Sabatini Helena Suková           | 6:3, 6:4                   |
| 1987 | Elise Burgin Pam Shriver                  | Zina Garrison Lori McNeil                 | 6:1, 3:6, 6:4              |
| 1986 | Martina Navrátilová Pam Shriver           | Claudia Kohde-Kilsch Helena Suková        | 6:3, 6:4                   |
| 1985 | Martina Navrátilová Gigi Fernández        | Claudia Kohde-Kilsch Helena Suková        | 6:3, 3:6, 6:3              |
| 1984 | Barbara Potter Sharon Walsh               | Leslie Allen Anne White                   | 6:1, 3:6, 6:3              |
| 1983 | Martina Navrátilová Pam Shriver           | Kathy Jordan Anne Smith                   | 4:6, 7:5, 6:3              |
| 1982 | Kathy Jordan Anne Smith                   | Martina Navrátilová Pam Shriver           | 6:2, 3:6, 6:1              |
| 1981 | Turniej nie był rozgrywany                | Turniej nie był rozgrywany                | Turniej nie był rozgrywany |
| 1980 | Turniej nie był rozgrywany                | Turniej nie był rozgrywany                | Turniej nie był rozgrywany |
| 1979 | Mima Jaušovec Virginia Ruzici             | Sharon Walsh Renée Richards               | 4:6, 6:2, 6:4              |
| 1978 | Billie Jean King Martina Navrátilová      | Betty Stöve Wendy Turnbull                | 6:3, 7:5                   |
| 1977 | Martina Navrátilová Betty Stöve           | Kristien Kemmer Valerie Ziegenfuss        | 7:5, 6:2                   |
| 1976 | Olga Morozowa Virginia Wade               | Wendy Overton Mona Guerrant               | 7:6, 6:2                   |
| 1975 | Françoise Durr Betty Stöve                | Helen Gourlay-Cawley Kerry Melville       | 6:3, 6:4                   |
| 1974 | Billie Jean King Betty Stöve              | Françoise Durr Kerry Harris               | 6:3, 6:4                   |
| 1973 | Rosie Casals Julie Heldman                | Kerry Harris Kerry Melville               | 6:3, 6:3                   |
| 1972 | Wendy Overton Valerie Ziegenfuss          | Judy Tegart Dalton Françoise Durr         | 7:5, 6:2                   |